# デザイアー (映画)
『デザイアー』（原題: Rescuing Desire）は、1996年に製作されたアメリカ合衆国の映画。　
日本では、1997年に第6回東京国際レズビアン&ゲイ映画祭にて上映された。

## キャスト
- トニー：メリンダ・マリンズ
- ヴァン：タマラ・チュニー
- エヴォンヌ：ケイトリン・ダラニー
- パッパ：カムリン・マンハイム
- ラルフ：ブルース・アルトマン
- ベッツィー：アリソン・ジャニー
- 本屋店員：ディアドレ・ラヴジョイ
- ブルース・カッツマン
- ケイト・アンソニー
- シド：マイケル・ウィリス
- リサ・ダルトン
- ダンサー：ジェイド・ディクソン